# Final Fantasy VI
Final Fantasy VI (яп. ファイナルファンタ ジー VI, файнару фантадзі: сіккусу)
 — японська рольова гра, розроблена і видана компанією Square в 1994 році для платформи Super Nintendo Entertainment System як шоста частина серії відеоігор Final Fantasy.
Final Fantasy VI — третя гра із серії Final Fantasy, випущена в Північній Америці (після оригінальної Final Fantasy і Final Fantasy IV). При цьому, щоб не порушувати послідовність нумерації, вона вийшла під назвою Final Fantasy III. Через обмеження на вміст ігор, запропонованих в той час американським відділенням Nintendo, в неї були внесені деякі зміни, що відображають обмеження на зображення оголеного тіла і релігійної символіки.
Сюжет описує протистояння між диктаторською Імперією, яка прагне завоювати весь світ, і повстанською організацією Returners. Свою непереможну армію Імперія створила в результаті експериментів з Есперами, істотами, що володіють величезною магічною силою. Для боротьби на рівних з Імперією Returner'и повинні знайти спосіб опанувати магією. Терра Бранфорд, колишній імперський солдат, стає для обох сторін конфлікту ключем в розумінні як магії, так і Есперів.
У Final Fantasy VI беруть участь чотирнадцять персонажів, що є рекордом для всіх ігор основної серії Final Fantasy. Основним сетинґом гри є світ в стилі фентезі-стімпанк, чий технологічний рівень приблизно відповідає розвитку Землі під час Другої промислової революції, тобто кінця XIX-початку XX століть. Це також остання гра в серії, випущена для платформи SNES, і остання гра, що мала різну нумерацію в японській і північноамериканській версіях.
У 1999 р. Final Fantasy VI була портована на PlayStation і випущена в Японії як окремим релізом, так і в складі збірки Final Fantasy Collection. У Північній Америці цей порт був включений в реліз Final Fantasy Anthology. У Європі та Австралії порт для PlayStation був випущений у 2002 р. Порт для Game Boy Advance, що включає в себе додатковий контент, був випущений окремим релізом під назвою Final Fantasy VI Advance — в Японії 30 листопада 2006, в Північній Америці 5 листопада 2007.
Final Fantasy VI також стала першою грою в серії, режисером і дизайнером якої виступив не Хіронобу Сакагуті. Цього разу головну роль в розробці відіграли такі дизайнери як Єсінорі Кітасє, та Хіроюкі Іто.
Гра отримала безліч хороших відгуків, і її часто називають еталоном в жанрі комп'ютерних рольових ігор першої половини 90-х років.

## Геймплей
Геймплей Final Fantasy VI схожий з геймплеєм Final Fantasy V. Гравець може екіпірувати персонажів Есперами, що дозволяють розучувати нові магічні заклинання, а також дають приріст у бойових показниках. У певному сенсі цей підхід схожий на систему професій з Final Fantasy V. Персонажі також можуть бути екіпіровані зброєю, щитом, шоломом і різноманітним одягом. Багато видів обмундирування мають унікальні властивості, що дозволяють підвищувати бойові показники персонажів або наділяти їх імунітетом до стихійних атак.

### Зміна складу групи
У попередніх іграх серії, як, наприклад, в Final Fantasy II і Final Fantasy IV, склад групи змінювався відповідно до розвитку сюжету. На відміну від них, в Final Fantasy VI вперше була застосована система вільного формування групи — гравець може змінити її склад практично в будь-який час. Вже на досить ранніх стадіях гри група може бути сформована з тих персонажів, які доступні до цього моменту — подібна риса була згодом скопійована в пізніших іграх серії.
У деяких випадках сюжет вимагає присутності в групі строго певних персонажів, проте зазвичай таких обмежень на склад групи немає, і гравець може формувати її з тих героїв, що йому найбільше сподобалися. При цьому кожен з героїв належить до певного ігрового класу й має свій власний бойовий стиль. Через такий обширний склад дійових осіб у деяких локаціях гравець повинен сформувати не одну, а кілька (дві або три) груп, кожна з яких йде власним шляхом, відкриваючи проходи для інших груп і працюючи для досягнення спільної мети.

### Система магії
Хоча деякі персонажі і мають здібності, схожі з магією, тільки Селес і Терра можуть вивчати нові заклинання з підвищенням рівня. Однак, набір їх досить обмежений. Проте, всі ігрові персонажі можуть отримувати заклинання, використовуючи спеціальні предмети, магіціти, або через екіпіровку певними видами обмундирування. Магіціт — це кристалізовані останки Есперів, істот з величезною магічною силою. У будь-який момент часу кожен персонаж може екіпірувати тільки один магіціт. Після екіпіровки персонаж починає поступово вивчати закріплений за цим магіцітом набір заклинань. Ступінь вивченості заклинання підвищується з придбанням Очок здібностей (AP), одержуваних персонажами після кожного бою (поряд з досвідом і грошима).
Швидкість вивчення того чи іншого заклинання жорстко задана заздалегідь — кожна битва підвищує рівень вивченості на кілька відсотків. Як тільки рівень вивченості того чи іншого заклинання досягає 100 %, заклинання вважається вивченим і його можна використовувати в битві, при цьому екіпірувати магіціт, який давав заклинання, вже не потрібно. Деякі Еспери, наприклад Лакшмі, швидко навчають персонажа ряду основних заклинань, в той час як інші — як, наприклад, Валігараманда — навчають невеликій кількості дуже потужних заклинань, але роблять це дуже повільно.
Крім навчання магії, Еспери також дають доступ до Магії Прикликання. Кожен персонаж, екіпірований магіцітом, може в процесі бою один раз прикликати відповідного Еспера. Крім того, деякі Еспери дають суттєвий приріст бойових показників при підвищенні рівня персонажа, екіпірованого відповідним магіцітом. Така можливість дозволяє персонажам змінювати свої показники за власним бажанням для виконання конкретного завдання. Подібна система відводить Істотам Прикликання набагато більшу роль у забезпеченні бойової потужності групи, ніж це було в попередніх іграх серії.

## Сюжет

### Персонажі
У грі беруть участь чотирнадцять постійних персонажів, а також декілька тимчасових, які управляються гравцем тільки в деяких місцях сюжету. Більшість основних персонажів гри є членами організації Returners, підпільного руху опору, метою якого є повалення влади Імперії.
- Терра Бранфорд (англ. Terra Branford, також Tina Branford, яп. ティナ・ブランフォード Tina Buranfōdo) — напів-людина, напів-Еспер. Велику частину життя провела рабинею в руках Імперії, весь час перебуваючи під дією пристрою, який контролював її розум.
- Локк Коул (англ. Locke Cole, яп. ロック・コール Rokku Kōru, також є романізована версія Lock Cole) — злодій і мисливець за скарбами, якийсимпатизує силам опозиції, володіє завищеними почуттям справедливості. Крім звичайних команд може красти зброю і корисні предмети у суперників під час битви.
- Едґар Роні Фігаро (англ. Edgar Roni Figaro, яп. エドガー・ロニ・フィガロ Edogā Roni Figaro) — король Фігаро і хороший друг Локка. Демонструє лояльність Імперії, одночасно таємно надає допомогу Returner'ам..
- Сабін Рене Фігаро (англ. Sabin Rene Figaro, абож Macias «Mash» Rene Figaro, яп. マシアス『マッシュ』・レネ・フィガロ Mashiasu "Masshu" Rene Figaro) — брат-близнюк Едгара. Втік з королівського палацу, щоб відточити свою майстерність в бойових мистецтвах.
- Кайен(Ціан) Гарамонд (англ. Cyan(Cayenne) Garamonde, яп. カイエン・ガラモンド Kaien Garamondo) — вірний лицар королівства Дома (англ. Doma). Його сім'я і друзі померли у нього на очах після того, як Кефка отруїв річку, що забезпечувала водою весь замок.
- Ґау (англ. Gau, яп. ガウ) — дикий підліток, в дитинстві опинився в дикій місцевості Вельд і навчився виживати там. Може використовувати магію ворогів, їхні атаки і навички.
- Селес Шер (ісп. Celes Chere, яп. セリス・シェール Serisu Shēru) — колишній Генерал Імперії і Лицар Магітек. Вона приєднується до Returner'ів після втечі з ув'язнення, в якому опинилася за звинуваченням у невдоволенні політикою Імперії. Має здатність «Рунік», що дозволяє поглинати всю використовувану в битві магію і ефект від неї.
- Сетцер Габбіані (англ. Setzer Gabbiani, яп. セッツァー・ギャッビアーニ Settsā Gyabbiāni) — затятий картяр і ловелас, який приєднався до Returner'ів після того, як Селес виграла у нього парі. На його літаючому кораблі герої подорожують в усьому світі. За допомогою спеціального релікта він може завдавати ворогам ушкоджень, рівні кількості золотих монет у персонажів.
- Тінь (англ. Shadow, яп. シャドウ Shadō) — високооплачуваний найманець-ніндзя. У різних місцях сюжету він пропонує свої послуги то Імперії, то Опору. Наприкінці примикає до повстанців назавжди.
- Релм Ароуні — дівчинка, що живе в селі Тамаса. У неї є пристрасть до малювання і загадковий зв'язок з Тінню. Володіє спеціальним умінням «портрет»: може намалювати будь-якого супротивника і обертає його вміння проти нього ж.
- Страго Магус (англ. Strago Magus, яп. ストラゴス・マゴス Sutoragosu Magosu) — старий маг, названий дідусь Релм і один з небагатьох живих на час дії гри магів. Може використовувати здібності монстрів, зустрнутих хоча б раз.
- Моґ (англ. Mog, яп. モグ Mogu) — Мугл, здатний говорити людською мовою. Володіє реліктом, що дозволяє уникати випадкових битв.
- Умаро (англ. Umaro, яп. ウーマロ Ūmaro) — дикий, але вірний йеті, слухається тільки Мога. Може в буквальному сенсі кидатися у ворогів іншими дружніми персонажами без наслідків для останніх.
- Ґоґо (англ. Gogo, яп. ゴゴ) — загадковий мім, з ніг до голови закутаний в ганчір'я. В точності копіює будь-які рухи оточуючих.

Частина персонажів Final Fantasy VI з'являлася і в інших іграх, як, наприклад, Secret of Evermore і Kingdom Hearts II.

### Світ гри
Події Final Fantasy VI розгортаються на безіменній планеті, в ході розвитку сюжету географія яких суттєво змінюється. Перша половина гри проходить в так званому Світі Рівноваги (англ. World of Balance), який складається з двох великих континентів, пересічених гірськими хребтами. Приблизно на середині історії ландшафт сильно деформується, обидва головні континенти поділяються на рівнинні острівні архіпелаги — друга половина гри умовно названа Світом Руїн (англ. World of Ruin). Відходячи від середньовічних сетинґів попередніх частин серії, Final Fantasy VI звертається до стилістики стімпанку. Світ гри нагадує XIX століття, помітне місце займають опера і витончені мистецтва, рівень технологічного подібний до другої промислової революції: розвинені залізничний транспорт і вугільна промисловість, в дизайні задіяні об'єкти сучасної інженерії, збройної справи. Наприклад, персонажам доступні такі прилади як ланцюгова пила, електродриль, самозарядний арбалет. Системи комунікацій, проте, знаходяться на досить низькому етапі розвитку, зокрема, листи доставляються за допомогою поштових голубів.

### Передісторія
За тисячу років до початку подій гри три божества, об'єднаних загальним ім'ям Тріада Війни, розв'язали війну за панування над світом. Кожен з богів залучав на свій бік людей і звірів, перетворюючи їх на істот з неймовірною магічною силою, що називалися Есперами. Після довгої війни божества усвідомили, що ця війна тільки руйнує світ, за який вони воюють, і, щоб припинити її, обернулися в камінь. Наостанок вони наказали Есперам зробити так, щоб ніхто не міг використовувати їх божественну силу. Еспери створили новий вимір, в яке і перенесли скам'янілі останки богів. Там вони мирно жили далеко від людей, приховуючи від них божественні скам'янілості.
До початку гри в світі відбулася технологічна революція, а магія залишилася тільки в легендах. Загони Гешталійскої Імперії, очолювані самим Імператором Гешталем, виявили вхід в Землю Есперів і викрали з неї кілька цих істот. Імперія розробила технологію, що дозволяла забирати з Есперів їх магічну енергію і наповнювати нею людей та механізми. Згодом ця технологія отримала назву Магітек. Створена за допомогою цієї технології армія перевершувала за потужностю армії всіх інших країн світу. Імперські загони Магітек завоювали весь південний континент і почали свій похід на північ, поставивши кінцевою метою світове панування.

### Основна історія
Гра починається зі сцени, в якій два імперських солдата і неназвана дівчина атакують шахтарське містечко Нарші з метою заволодіти Еспером. У міру їх наближення до Еспера той починає випромінювати потужні імпульси магічної енергії, які вбивають солдатів і руйнують бронекостюм дівчини, яка втрачає свідомість. Вона отямлюється в будинку місцевого жителя на ім'я Арвіс, який розповідає, що зняв з її голови Вінець Раба, за допомогою якого Імперія керувала нею. Дівчина згадує своя ім'я — Терра. Сторожа всюди розшукує її, щоб заарештувати, і Арвісові нічого не залишається, як допомогти Террі втекти в шахти. При падінні в шахтовий стовбур вона втрачає свідомість, але при цьому раптово згадує людину на ім'я Кефка, який і надягнув Вінець Раба на її голову.
У цей час у будинку Арвіса з'являється людина на ім'я Локк. Як Арвіс, так і Локк є членами Returner'ів, повстанської організації, яка протистоїть Імперії. Арвіс просить Локка, щоб він допоміг Террі благополучно вибратися з міста, і той, за допомогою Мога та інших Муглів, що живуть в шахтах, відбиває Терру у сторожі і тікає з нею з міста. Удвох вони вирушають на південь, у Замок Фігаро. Там Терра знайомиться з королем-ловеласом Едгаром, який намагається приховати її від імператорського посла Кефки. Тієї ж ночі недовірливий Кефка підпалює замок. Террі, Едгару і Локка вдається втекти на чокобо, а замок занурюється в піски пустелі. Кефка посилає двох імперських солдатів у бронекостюмах Магітек в погоню за втікачами, і під час сутички з ними Терра демонструє свої магічні здібності. Бій закінчується перемогою втікачів. Заінтриговані здібностями Терри, Едгар і Локк вмовляють її зустрітися з ватажком Returner'ів. Терра погоджується, у горах вони стикаються з Варгасом, сином майстра бойових мистецтв Дункана, і вступають в бій з ним. Несподівано з'являється брат-близнюк Едгара і учень Дункана Сабін — він втручається в бій і перемагає Варгаса, після чого приєднується до брата і допомагає йому в боротьбі з Імперією.
У притулку Returner'ів Терра, їхній ватажок Бенон ті інші будують плани відповідної атаки на Імперію. У цей час приходить звістка, що Імперія щойно розкрила місцезнаходження повстанців. Локк викликається проникнути в Фігаро і спробувати затримати наступ Імперії, а Терра, Едгар і Сабін вирушають до Нарші на плоту по річці. Їх подорож перериває спрут на ім'я Ультрос, і під час битви з ним Сабіну змиває з плоту в інше русло річки, після чого шляхи героїв розходяться.
У цій точці сюжет гри розгалужується на три сюжетні лінії, які гравець може проходити в будь-якому порядку.
Відповідно до першого сценарію, залишений в окупації Локк непоміченим повинен вибратися з міста, другий сценарій описує мандри Сабіна, в той час як третій оповідає про сплав Терри, Едгара і Бенона далі вниз по річці.
У підсумку початкова команда збирається в Нарші, причому Локк приводить із собою Селес Шир, колишню военачальницю імперської армії, засуджену до страти за зраду. Ще двох персонажів приводить Сабін: перший з них, Кайен Гарамонд, який втратив сім'ю, коли Імперія атакувала його рідне королівство, другий, хлопчик на ім'я Гау, вихований дикою природою. У Нарші герої планують захищати Еспера від Імперії, вони успішно відбивають атаку, але Терра вступає з замороженим чудовиськом у взаємодію і сама перетворюється на Еспера. Вражена і налякана цією раптовою трансформацією, вона відлітає геть. Група вирушає на пошуки Терри і знаходить її в місті Зозо, крім того, тут вони зустрічають Еспера Раму, який просить їх звільнити інших Есперів, заточених в імперському дослідницькому центрі на континенті Вектор. Вектор — це закрита південна територія, з якої немає морського сполучення, тому герої відвідують оперний будинок і наймають авантюриста Сетцера Габбіані, який володіє власним (і єдиним у світі) повітряним кораблем. Повітрям персонажі добираються до дослідницького центру та рятують декількох Есперів, в тому числі і Мадуіна, котрий представився як батько Терри. Еспери жертвують своїми життями, перетворюючись на чарівні камені «магіціти», за допомогою яких герої можуть користуватися їх силою.
Повстанці розуміють, що прийшов час завдати удар Імперії. Терра намагається налагодити контакт з іншими Есперами і заручитися їх підтримкою. Дізнавшись про своїх закатованих побратимів, Еспери приходять в лють і знищують більшу частину континенту. Імператор Гашталь, стурбований таким поворотом, закликає до мирної угоди, запрошує опозиціонерів в палац на переговори і просить Терру заспокоїти розгніваних Есперів; та погоджується. У супроводі Локка, Тіні, генералів Селес і Лео дівчина іде в село Тамаса, де до загону приєднуються старий Страг Магус і його внучка Релм Арроуні. Незабаром герої знаходять Есперів, і Терра пропонує їм піти на перемир'я з Імперією, проте переговори перериває Кефка, разом зі своєю армією він вбиває всіх зустрічних Есперів і забирає утворені з них магіціти. Reterners'и розуміють, що мирні наміри імператора були лише хитрощами з метою заволодіти каменями. Кефка і Гашталь відкривають портал в світ Есперів, щоб отримати силу легендарної Тріади Війни, персонажі намагаються їм перешкодити, але невдало. Кефка вбиває Гашталя і переміщує статуї Тріади, тим самим порушуючи світовий баланс магічної сили і провокуючи жахливі руйнування на поверхні планети. Перед катастрофою, героям вдається врятуватися на повітряному кораблі Сетцера.
Через рік Селес отямлюється після коми на відокремленому острові і бачить як змінився світ. Кефка побудував з уламків попереднього світу вежу на місці колишнього Вектора. Світ тепер населяють рослини і тварини, що є жахливими мутаціями істот старого світу. Кефка підпорядковує своїй волі цей вмираючий світ, а непокірних знищує Світлом Божої Кари, потужним променем магічної енергії, здатним спопелити цілі міста.
Селес повертається на материк і знаходить Сабіна. Упевнені, що всі інші теж вижили після катастрофи, вони обоє ідуть в Нікею і зустрічаються там з людиною на ім'я «Герада», який дуже схожий на Едгара і є ватажком зграї злодіїв. Вони пливуть за ним на кораблі в Південний Фігаро, а потім у печеру, яка веде до застряглого під землею Замку Фігаро. Тут «Герада» скидає маску і виявляється Едгаром. У Келінгені герої знаходять Сетцера, і той веде їх до гробниці своєї загиблої подруги Дерілл, якій колись належав ще один літаючий корабель, Сокіл. Під гробницею вони знаходять сам Сокіл. Піднявши його в повітря, герої подорожують на ньому в усьому світі, відкриваючи давно забуті таємниці і секрети, загублені під час Війни Магів. Ця частина гри є повністю відкритою, що дозволяє гравцеві подорожувати і виконувати завдання за своїм розсудом.
У Мобліці герої знаходять Терру, яка піклується про дітей, батьки яких загинули під час загибелі старого світу. Також знаходиться і Кайен, що живе в хатині на горі Зозо. У нього епістолярний роман з дівчиною Лолою, яка вважає, що листується зі своїм загиблим нареченим. Страго, вважаючи, що Релм мертва, приєднується до Культу Кефки — хоча жива і здорова в цей час працює найманим художником. Тінь, не вміючи в житті нічого, окрім як битися і вбивати, виступає бійцем в Колізеї. Локк, перепробувавши безліч способів оживити свою померлу любов Рейчел, дізнається про магіціт Еспера Фенікса, який зберігається в печері Фенікса і здатний воскрешати померлих. Знайшовши магіціт, він вирушає до будинку Рейчел і воскрешає її — лише на кілька хвилин, за які Рейчел встигає сказати йому, що він невинний у її смерті, і знову вмирає, тепер назавжди. Гау і Мог повернулися до своїх звичних пенатів — Гау в Вельд, Мог в шахти Нарші. Там же, крім нього, живе ще й величезний йєті Умаро, а на Трикутному острові всередині чудовиська Зоноїда живе мім Гого. Всі вони збираються разом і повертаються на шлях боротьби.
Тепер їх шлях лежить до Вежі Кефки. Виявляється, що Кефка, забравши всю магічну силу собі, став осередком всієї магії світу, а статуї богів — не більше, ніж порожні оболонки. Кефка остаточно божеволіє і востаннє вражає світ Світлом Божої Кари, після чого іде в атаку на героїв. Під час бою він переходить у форму Бога Магії. Битва закінчується перемогою героїв, але разом з смертю Кефки зі світу починає зникати магія. Зникають і магіціти, але Мадуін встигає сказати Террі, що вона залишиться жити в цьому світі людиною, якщо у неї з'являться сильні почуття до кого-небудь. З останніх сил Терра витягує друзів з вежі на борт Сокола і падає на палубу. Отямившись, вона усвідомлює, що залишилася жити завдяки своїй любові до дітей Мобліца. Корабель облітає весь світ, і герої бачать, як вся планета починає відновлюватися. Гра закінчується тим, що Терра підіймається на ніс Сокола і розпускає волосся.